# Олелько Володимирович

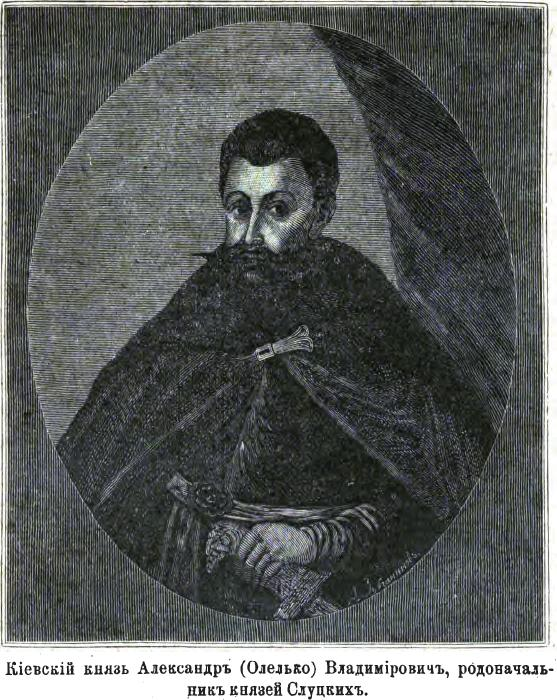
Зображення князя Олелька з книжки Петрова Н. І. «Волынь. Исторические судьбы Юго-Западного края» (1888)

Олександр (Олелько) Володимирович (пом. 1455) — київський удільний князь (1441/ 1443—1455), старший син Володимира Ольгердовича, онук Ольгерда, засновник роду Олельковичів.

## Біографія
Князь слуцький і копильський — після 1398 року по 1440 рік — номінально.
У 1417 році одружився з Анастасією, дочкою великого князя московського Василія Дмитрієвича, та Софії, доньки великого князя литовського Вітовта.
У 1422 році був одним із підписантів Мельнського миру, який закінчив так звану Голубську війну, між Великим князівством Литовським та Королівством Польським з одного боку і Тевтонським орденом з іншого. У 1428 році брав участь у поході Вітовта на Новгород. Мав великий авторитет серед знаті Великого князівства Литовського; можливо його кандидатуру висували для обрання литовським великим князем після смерті Вітовта.
Підтримував Свидригайла Ольгердовича (або Сигізмунда Кейстутовича; один із небагатьох князів — прихильників унії з Короною, які його підтримали). 19 червня 1431 року підписав мирний договір між Свидригайлом і Тевтонським Орденом. Однак у ніч із 31 серпня на 1 вересня 1432 року був одним з учасників князівського перевороту в Ошмянах, внаслідок якого великим князем литовським проголосили Сигізмунда. У 1433 році Сигізмунд ув'язнив Олелька в Кернаві, а його дружину та дітей — в Утенах. Перебував у в'язниці до смерті Сигізмунда (1440).
Після звільнення знову був одним із претендентів на литовський трон. Однак литовська знать вибрала новим великим князем Казимира Ягелончика. Останній того ж 1440 року дав Олельку Київське князівство, а згодом додав місто Остер. Звістки про відмову князя визнати рішення Флорентійської унії і прогнання митрополита Ісидора не відповідають дійсності. Так, у лютому 1441 року князь Олелько підтвердив усі права митрополита Ісидора як київського митрополита, у тому числі на церковні маєтності та податки: «И придалъ есмь по старому все къ церкви божиеи, и господину и отцу своему Сидороу, митрополиту киевьскому всея Руси, что издавна прислушала митрополии».
Прагнув зміцнити політичну автономію Київського князівства, що перебувало в залежності від Великого князівства Литовського. Вів майже безперервну боротьбу проти нападів татар на південноукраїнські землі. Сприяв розвиткові української православної церкви і культури. Підтвердив певні права Київського домініканського монастиря, зокрема, на володіння землею на Сирці (грамота писана латиною).
На Олелька орієнтувалася частина литовської знаті на чолі з віленським воєводою Яном Гаштольдом, який видав свою доньку за старшого сина князя. За однією з версій Гаштольд планував звести Олелька на престол Великого князівства Литовського. Проте сам київський князь таких прагнень не демонстрував. 
Падіння Константинополя (1453) справило на Олелька гнітюче враження. Атанасій Кальнофойський стверджував, що епітафія князя згадувала, що князь добровільно зрікся влади, бо усвідомів її марноту, «коли побачив, як б'ється народ з народом, королівство з королівством, сходять зі сцени цезарі і падають тирани». Олелько прийняв постриг і став ченцем Печерського монастиря. Своєчасний «відхід від справ» за власною волею дозволив Олельку передати владу над Києвом своєму старшому сину Семену.
Помер 1454 року, або на початку 1455-го. Був похований в Успенському соборі Києво-Печерської лаври.
Від нього пішли князі Олельковичі-Слуцькі. Його нащадки згодом будуть мати назву Олельки або Олельковичі. Мав середнього брата — Івана Більського — засновника роду князів Більських.

## Сім'я
Був одружений 1417 року з Анастасією Василівною — дочкою князя московського Василя І Дмитровича та Софії Вітовтівни; весілля організував великий князь Вітовт. Діти:
- Семен Олелькович, або Симеон (1420—1471) — останній київський князь (1454–71), охрещений 1420 р. в Слуцьку[1]. Київське князівство отримав у пожиттєве володарювання за рішенням великого князя литовського Казимира. Нащадки Семена були позбавлені права наслідувати київський престол;
- Феодосія (Федька) (? — після 1481) — дружина князя Семена Юрійовича, невідомого походження;
- Євдокія Олельківна (?—1467) — з 5 липня 1463 р. дружина молдовського господаря Стефана III Великого;
- Невідома на ім'я дочка була дружиною князя Юрія Федоровича Пронського;
- Михайло (? — 30 серпня 1481) — князь-намісник Великого Новгорода (1470–71). Страчений після провалу змови проти великого князя Казимира Ягеллончика. Дружина — Марія Гаштольд, дочка Яна Гаштольда;
- Барбара Олельківна — дружина мазовецького князя Болеслава IV[10].

### Монографії
- Полехов С. В. Наследники Витовта. Династическая война в Великом княжестве Литовском в 30-е годы XV века / Отв. ред. Б. Н. Флоря. Институт российской истории РАН. Москва: Индрик, 2015.

### Довідники
- Історія України в особах: IX—XVIII ст. — К. : Видавництво «Україна», 1993. — 396 с.
- Шабульдо Ф. М., Вортман Д. Я. Олелько Володимирович // Енциклопедія історії України : у 10 т. / редкол.: В. А. Смолій (голова) та ін. ; Інститут історії України НАН України. — К. : Наукова думка, 2010. — Т. 7 : Мл — О. — С. 579. — ISBN 978-966-00-1061-1.
- Jakubowski J. Aleksander-Olelko (†1454) // Polski Słownik Biograficzny. Warszawa-Kraków: A. Umiejętności, 1935. Т. 1, zeszyt 1. S. 65; Reprint: Kraków : Zakład Narodowy im. Ossolińskich, 1989. — S. 63—64.
- Войтович Л. Княжа доба: портрети еліти . — Біла Церква, 2006.